# BNP Paribas Open 2014
BNP Paribas Open 2014 (також відомий під назвою Мастерс Індіан-Веллс 2014) — професійний тенісний турнір, що проходив на відкритих кортах з твердим покриттям Indian Wells Tennis Garden в Індіан-Веллсі (США). Це був 41-й за ліком Мастерс Індіан-Веллс серед чоловіків і 26-й - серед жінок. Належав до категорії Мастерс у рамках Туру ATP 2014 і серії Premier Mandatory в рамках Туру WTA 2014. Тривав з 3 до 16 березня 2014 року.

## Очки і призові

### Нарахування очок
| Дисципліна                 | П    | Ф   | ПФ  | ЧФ  | 1/8 | 1/16 | 1/32 | 1/64 | Q   | Q2  | Q1  |
| Одиночний розряд, чоловіки | 1000 | 600 | 360 | 180 | 90  | 45   | 25*  | 10   | 16  | 8   | 0   |
| Парний розряд, чоловіки    | 1000 | 600 | 360 | 180 | 90  | 0    | Н/Д  | Н/Д  | Н/Д | Н/Д | Н/Д |
| Одиночний розряд, жінки    | 1000 | 650 | 390 | 215 | 120 | 65   | 35*  | 10   | 30  | 20  | 2   |
| Парний розряд, жінки       | 1000 | 650 | 390 | 215 | 120 | 10   | Н/Д  | Н/Д  | Н/Д | Н/Д | Н/Д |

- Гравці, що починають з другого раунду, отримують і очки за перший раунд.

### Призові гроші
Призовий фонд BNP Paribas Open 2014 суттєво збільшився порівняно з минулорічним і становить $6,169,040.
| Дисципліна                 | П          | p        | ПФ       | ЧФ       | 1/8     | 1/16    | 1/32    | 1/64    | Q2     | Q1     |
| Чоловіки, одиночний розряд | $1,000,000 | $500,000 | $225,000 | $104,000 | $52,000 | $28,000 | $16,000 | $11,000 | $2,800 | $1,400 |
| Жінки, одиночний розряд    | $1,000,000 | $500,000 | $225,000 | $104,000 | $52,000 | $28,000 | $16,000 | $11,000 | $2,800 | $1,400 |
| Чоловіки, парний розряд    | $258,000   | $126,000 | $63,100  | $32,220  | $17,000 | $9,100  | Н/Д     | Н/Д     | Н/Д    | Н/Д    |
| Жінки, парний розряд       | $258,000   | $126,000 | $63,100  | $32,220  | $17,000 | $9,100  | Н/Д     | Н/Д     | Н/Д    | Н/Д    |

## Кваліфікація

### Одиночний розряд, чоловіки

#### Сіяні пари
Нижче подано список сіяних гравців. Посів ґрунтується на рейтингові ATP станом на 3 березня 2014.
| Сіяний | Рейтинг | Гравець                | Очки перед | Очки, що захищає | Очки здобуті | Очки після | Підсумок                                            |
| ------ | ------- | ---------------------- | ---------- | ---------------- | ------------ | ---------- | --------------------------------------------------- |
| 1      | 1       | Рафаель Надаль         | 14,085     | 1,000            | 45           | 13,130     | 3-тє коло, його переміг Олександр Долгополов [28]   |
| 2      | 2       | Новак Джокович         | 10,260     | 360              | 1000         | 10,900     | Фінал — Роджер Федерер [7]                          |
| 3      | 3       | Стен Вавринка          | 5,650      | 90               | 90           | 5,650      | 4-те коло, його переміг Кевін Андерсон [17]         |
| 4      | 5       | Томаш Бердих           | 4,890      | 360              | 10           | 4,540      | 2-ге коло, його переміг Роберто Ботіста-Ахут        |
| 5      | 6       | Енді Маррей            | 4,885      | 180              | 90           | 4,795      | 4-те коло, його переміг Мілош Раоніч [10]           |
| 6      | 7       | Хуан Мартін дель Потро | 4,870      | 600              | 0            | 4,270      | знявся перед матчем другого раунду                  |
| 7      | 8       | Роджер Федерер         | 4,625      | 180              | 600          | 5,045      | Фінал, його переміг Новак Джокович [2]              |
| 8      | 9       | Рішар Гаске            | 2,950      | 90               | 45           | 2,905      | 3-тє коло, його переміг Фернандо Вердаско [30]      |
| 9      | 10      | Жо-Вілфрід Тсонга      | 2,785      | 180              | 10           | 2,615      | 2-ге коло, його переміг Жульєн Беннето              |
| 10     | 11      | Мілош Раоніч           | 2,485      | 90               | 180          | 2,575      | чвертьфінал, його переміг Олександр Долгополов [28] |
| 11     | 12      | Томмі Гаас             | 2,435      | 90               | 90           | 2,435      | 4-те коло, його переміг Роджер Федерер [7]          |
| 12     | 13      | Джон Ізнер             | 2,320      | 10               | 360          | 2,670      | півфінал, його переміг Новак Джокович [2]           |
| 13     | 14      | Фабіо Фоніні           | 2,230      | 25               | 90           | 2,295      | 4-те коло, його переміг Олександр Долгополов        |
| 14     | 15      | Михайло Южний          | 2,145      | 10               | 0            | 2,135      | знявся перед матчем другого кола                    |
| 15     | 16      | Григор Димитров        | 2,130      | 45               | 45           | 2,130      | 3-тє коло, його переміг Ернестс Гульбіс [20]        |
| 16     | 17      | Томмі Робредо          | 2,005      | 0                | 45           | 2,050      | 3-тє коло, його переміг Марин Чилич [24]            |
| 17     | 18      | Кевін Андерсон         | 1,940      | 180              | 180          | 1,940      | чвертьфінал, його переміг Роджер Федерер [7]        |
| 18     | 20      | Єжи Янович             | 1,750      | 45               | 10           | 1,715      | 2-ге коло, його переміг Алехандро Фалья             |
| 19     | 21      | Кей Нісікорі           | 1,715      | 45               | 45           | 1,715      | 3-тє коло, його переміг Томмі Гаас [11]             |
| 20     | 22      | Ернестс Гульбіс        | 1,616      | 106              | 180          | 1,690      | чвертьфінал, його переміг Джон Ізнер [12]           |
| 21     | 23      | Жиль Сімон             | 1,565      | 90               | 10           | 1,485      | 2-ге коло, його переміг Домінік Тім [Q]             |
| 22     | 24      | Філіпп Кольшрайбер     | 1,510      | 10               | 10           | 1,510      | 2-ге коло, його переміг Лу Єн-Сун                   |
| 23     | 25      | Гаель Монфіс           | 1,475      | 0                | 45           | 1,520      | 3-тє коло, його переміг Фабіо Фоніні [13]           |
| 24     | 26      | Марин Чилич            | 1,455      | 45               | 90           | 1,500      | 4-те коло, його переміг Новак Джокович [2]          |
| 25     | 27      | Вашек Поспішил         | 1,359      | 26               | 10           | 1,343      | 2-ге коло, його переміг Михайло Кукушкін            |
| 26     | 29      | Флоріан Маєр           | 1,245      | 45               | 10           | 1,210      | 2-ге коло знявся проти Яркко Ніємінен               |
| 27     | 30      | Дмитро Турсунов        | 1,212      | 26               | 45           | 1,231      | 3-тє коло, його переміг Роджер Федерер [7]          |
| 28     | 31      | Олександр Долгополов   | 1,205      | 10               | 360          | 1,555      | півфінал, його переміг Роджер Федерер [7]           |
| 29     | 32      | Андреас Сеппі          | 1,195      | 45               | 45           | 1,195      | 3-тє коло, його переміг Стен Вавринка [3]           |
| 30     | 33      | Фернандо Вердаско      | 1,190      | 10               | 90           | 1,270      | 4-те коло, його переміг Джон Ізнер [12]             |
| 31     | 34      | Іван Додіг             | 1,145      | 45               | 10           | 1,110      | 2-ге коло, його переміг Алехандро Гонсалес          |
| 32     | 35      | Пабло Андухар          | 1,141      | 25               | 10           | 1,126      | 2-ге коло, його переміг Їржі Веселий                |

#### Гравці, що знялись
| Рейтинг | Гравець          | Очки перед | Очки, що захищає | Очки здобуті | Очки після | знялись через    |
| ------- | ---------------- | ---------- | ---------------- | ------------ | ---------- | ---------------- |
| 4       | Давид Феррер     | 5,160      | 10               | 0            | 5,150      | Травма аддуктора |
| 19      | Ніколас Альмагро | 1,840      | 45               | 0            | 1,795      | Травма плеча     |
| 28      | Бенуа Пер        | 1,275      | 45               | 0            | 1,230      | Травма коліна    |

#### Інші учасники
Нижче наведено учасників, які отримали вайлдкард на участь в основній сітці:
- Раян Гаррісон[3]
- Стів Джонсон[3]
- Ражів Рам
- Джек Сок[3]
- Райн Вільямс[3]

Нижче наведено гравців, які пробились в основну сітку через стадію кваліфікації:
- Роббі Джінепрі
- Сем Грот
- Daniel Kosakowski
- Алекс Кузнєцов
- Душан Лайович
- Паоло Лоренці
- Поль-Анрі Матьє
- Даніель Муньйос де ла Нава
- Пітер Поланскі
- Стефан Робер
- Джон-Патрік Сміт
- Домінік Тім

Такі тенісисти потрапили в основну сітку як Щасливі лузери:
- Давід Ґоффен
- Євген Донской
- James Ward

#### Відмовились від участі
До початку турніру
- Ніколас Альмагро → його замінив  Сергій Стаховський
- Браян Бейкер → його замінив  Бенжамін Бекер
- Карлос Берлок → його замінив  Теймураз Габашвілі
- Хуан Мартін дель Потро (травма зап'ястка) → його замінив  James Ward
- Давид Феррер → його замінив  Алехандро Фалья
- Гільєрмо Гарсія-Лопес → його замінив  Дональд Янг
- Марсель Гранольєрс → його замінив  Алекс Богомолов мол.
- Юрген Мельцер (травма плеча) → його замінив  Андрій Голубєв
- Альберт Монтаньєс → його замінив  Тім Смичек
- Бенуа Пер → його замінив  Бредлі Клан
- Міхал Пшисєнжний → його замінив  Давід Ґоффен
- Янко Типсаревич (травма ступні) → його замінив  Їржі Веселий
- Бернард Томіч (травма стегна) → його замінив  Майкл Расселл
- Філіппо Воландрі → його замінив  Олександр Недовєсов
- Михайло Южний (травма спини) → його замінив  Євген Донской

#### Знялись
- Теймураз Габашвілі
- Флоріан Маєр

### Парний розряд, чоловіки

#### Сіяні пари
| Країна   | Гравець        | Країна   | Гравець              | Рейтинг1 | Сіяний |
| -------- | -------------- | -------- | -------------------- | -------- | ------ |
| США      | Боб Браян      | США      | Майк Браян           | 2        | 1      |
| Австрія  | Александер Пея | Бразилія | Бруно Соарес         | 6        | 2      |
| Хорватія | Іван Додіг     | Бразилія | Марсело Мело         | 11       | 3      |
| Індія    | Леандер Паес   | Чехія    | Радек Штепанек       | 18       | 4      |
| Іспанія  | Давід Марреро  | Іспанія  | Фернандо Вердаско    | 18       | 5      |
| Індія    | Роган Бопанна  | Пакистан | Айсам-уль-Хак Куреші | 26       | 6      |
| Канада   | Деніел Нестор  | Сербія   | Ненад Зімоньїч       | 28       | 7      |
| Польща   | Лукаш Кубот    | Швеція   | Роберт Ліндстедт     | 38       | 8      |

- 1 Рейтинг подано станом на 3 березня 2014.

#### Інші учасники
Нижче наведено пари, які отримали вайлдкард на участь в основній сітці:
- Новак Джокович /  Філіп Країнович
- Джонатан Ерліх /  Рішар Гаске

### Одиночний розряд, жінки

#### Сіяні пари
Нижче подано список сіяних гравчинь. Посів ґрунтується на рейтингові WTA станом на 24 лютого 2014. Очки перед подано станом на 3 березня 2014.
| Сіяна | Рейтинг | Гравчиня               | Очки перед | Очки, що захищає | Очки здобуті | Очки після | Підсумок                                         |
| ----- | ------- | ---------------------- | ---------- | ---------------- | ------------ | ---------- | ------------------------------------------------ |
| 1     | 2       | Лі На                  | 6,795      | 0                | 390          | 7,185      | півфінал, її перемогла Флавія Пеннетта [20]      |
| 2     | 3       | Агнешка Радванська     | 5,705      | 140              | 650          | 6,215      | Final, її перемогла Флавія Пеннетта [20]         |
| 3     | 4       | Вікторія Азаренко      | 5,681      | 250              | 10           | 5,441      | 2-ге коло, її перемогла Лорен Девіс              |
| 4     | 5       | Марія Шарапова         | 5,206      | 1,000            | 65           | 4,271      | 3-тє коло, її перемогла Каміла Джорджі [Q]       |
| 5     | 6       | Анджелік Кербер        | 4,490      | 450              | 10           | 4,050      | 2-ге коло, її перемогла Марія Тереса Торро Флор  |
| 6     | 7       | Сімона Халеп           | 4,435      | 50               | 390          | 4,775      | півфінал, її перемогла Агнешка Радванська [2]    |
| 7     | 8       | Єлена Янкович          | 4,380      | 5                | 215          | 4,590      | чвертьфінал, її перемогла Агнешка Радванська [2] |
| 8     | 9       | Петра Квітова          | 4,365      | 250              | 120          | 4,235      | 4-те коло, її перемогла Домініка Цібулкова [12]  |
| 9     | 10      | Сара Еррані            | 4,015      | 250              | 65           | 3,830      | 3-тє коло, її перемогла Ежені Бушар [18]         |
| 10    | 11      | Каролін Возняцкі       | 3,185      | 700              | 120          | 2,605      | 4-те коло, її перемогла Єлена Янкович [7]        |
| 11    | 12      | Ана Іванович           | 3,155      | 80               | 65           | 3,140      | 3-тє коло, її перемогла Слоун Стівенс [17]       |
| 12    | 13      | Домініка Цібулкова     | 3,335      | 80               | 215          | 3,470      | чвертьфінал, її перемогла Лі На [1]              |
| 13    | 14      | Роберта Вінчі          | 2,940      | 80               | 65           | 2,925      | 3-тє коло, її перемогла Кейсі Деллаква [Q]       |
| 14    | 15      | Карла Суарес Наварро   | 2,635      | 80               | 65           | 2,620      | 3-тє коло, її перемогла Алізе Корне [22]         |
| 15    | 16      | Сабіне Лісіцкі         | 2,650      | 0                | 10           | 2,660      | 2-ге коло, її перемогла Александра Возняк [PR]   |
| 16    | 17      | Саманта Стосур         | 2,605      | 250              | 65           | 2,420      | 3-тє коло, її перемогла Флавія Пеннетта [20]     |
| 17    | 18      | Слоун Стівенс          | 2,415      | 5                | 215          | 2,625      | чвертьфінал, її перемогла Флавія Пеннетта [20]   |
| 18    | 19      | Ежені Бушар            | 2,379      | (14)             | 120          | 2,485      | 4-те коло, її перемогла Сімона Халеп [6]         |
| 19    | 20      | Кірстен Фліпкенс       | 2,285      | 80               | 10           | 2,215      | 2-ге коло, її перемогла Кейсі Деллаква [Q]       |
| 20    | 21      | Флавія Пеннетта        | 2,260      | 5                | 1000         | 3,255      | Final — Агнешка Радванська [2]                   |
| 21    | 22      | Анастасія Павлюченкова | 2,180      | 5                | 65           | 2,240      | 3-тє коло, її перемогла Александра Возняк [PR]   |
| 22    | 23      | Алізе Корне            | 2,160      | 50               | 120          | 2,230      | 4-те коло, її перемогла Агнешка Радванська [2]   |
| 23    | 24      | Катерина Макарова      | 2,065      | 5                | 65           | 2,125      | 3-тє коло, її перемогла Домініка Цібулкова [12]  |
| 24    | 26      | Кая Канепі             | 2,035      | 0                | 10           | 2,045      | 2-ге коло, її перемогла Ярослава Шведова [Q]     |
| 25    | 27      | Сорана Кирстя          | 1,980      | 80               | 10           | 1,910      | 2-ге коло, її перемогла Каміла Джорджі [Q]       |
| 26    | 28      | Луціє Шафарова         | 1,820      | 5                | 65           | 1,880      | 3-тє коло, її перемогла Сімона Халеп [6]         |
| 27    | 30      | Світлана Кузнецова     | 1,598      | 80               | 65           | 1,583      | 3-тє коло, її перемогла Петра Квітова [8]        |
| 28    | 32      | Клара Закопалова       | 1,745      | 140              | 10           | 1,615      | 2-ге коло, її перемогла Кароліна Плішкова        |
| 29    | 33      | Даніела Гантухова      | 1,482      | 50               | 10           | 1,442      | 2-ге коло, її перемогла Варвара Лепченко         |
| 30    | 34      | Олена Весніна          | 1,465      | 80               | 10           | 1,395      | 2-ге коло, її перемогла Анніка Бек               |
| 31    | 35      | Магдалена Рибарикова   | 1,385      | 80               | 65           | 1,370      | 3-тє коло, її перемогла Єлена Янкович [7]        |
| 32    | 36      | Гарбінє Мугуруса       | 1,563      | 170              | 10           | 1,403      | 2-ге коло, її перемогла Аліса Клейбанова [PR]    |

#### Гравчині, що знялись
| Рейтинг | Гравчиня        | Очки перед | Очки, що захищає | Очки здобуті | Очки після | знялись через                                               |
| ------- | --------------- | ---------- | ---------------- | ------------ | ---------- | ----------------------------------------------------------- |
| 1       | Серена Вільямс  | 12,660     | 0                | 0            | 12,660     | Сестри Вільямс бойкотють Мастерс Індіан-Веллс від 2001 року |
| 25      | Марія Кириленко | 2,046      | 450              | 0            | 1,596      | Травма коліна                                               |
| 29      | Вінус Вільямс   | 1,577      | 0                | 0            | 1,577      | Бойкот                                                      |
| 31      | Джеймі Гемптон  | 1,532      | 80               | 0            | 1,452      | Травма стегна                                               |

#### Інші учасниці
Нижче наведено учасниць, які отримали вайлдкард на участь в основній сітці:
- Белінда Бенчич[3]
- Вікторія Дувал[3]
- Надія Петрова[3]
- Шелбі Роджерс[3]
- Тейлор Таунсенд[3]
- Коко Вандевей[3]
- Донна Векич[3]
- Віра Звонарьова[3]

Гравці, що потрапили в основну сітку, використавши захищений рейтинг:
- Петра Цетковська
- Аліса Клейбанова
- Івета Мельцер
- Александра Возняк

Нижче наведено гравчинь, які пробились в основну сітку через стадію кваліфікації:
- Чжань Юнжань
- Кейсі Деллаква
- Шерон Фічмен
- Каміла Джорджі
- Аллі Кік
- Мішель Ларшер де Бріту
- Олівія Роговська
- Анна Кароліна Шмідлова
- Ярослава Шведова
- Алісон ван Ейтванк
- Гезер Вотсон
- Барбора Стрицова

#### Відмовились від участі
До початку турніру
- Джеймі Гемптон  → її замінила  Юлія Гергес
- Полона Герцог → її замінила  Шанелль Схеперс
- Марія Кириленко → її замінила  Шахар Пеєр
- Моріта Аюмі → її замінила  Сільвія Солер Еспіноза
- Лора Робсон (травма зап'ястка) → її замінила  Галина Воскобоєва
- Серена Вільямс → її замінила  Каролін Гарсія
- Вінус Вільямс → її замінила  Курумі Нара

Під час турніру
- Лорен Девіс (шлунковий вірус)

#### Знялись
- Надія Петрова (травма правої ноги)
- Галина Воскобоєва (запалення верхніх дихальних шляхів)

### Парний розряд, жінки

#### Сіяні пари
| Країна            | Гравчиня          | Країна    | Гравчиня           | Рейтинг1 | Сіяна |
| ----------------- | ----------------- | --------- | ------------------ | -------- | ----- |
| Китайський Тайбей | Сє Шувей          | КНР       | Пен Шуай           | 3        | 1     |
| Росія             | Катерина Макарова | Росія     | Олена Весніна      | 7        | 2     |
| Італія            | Сара Еррані       | Італія    | Роберта Вінчі      | 12       | 3     |
| Чехія             | Квета Пешке       | Словенія  | Катарина Среботнік | 14       | 4     |
| Зімбабве          | Кара Блек         | Індія     | Саня Мірза         | 24       | 5     |
| Чехія             | Андреа Главачкова | Чехія     | Луціє Шафарова     | 25       | 6     |
| Австралія         | Ешлі Барті        | Австралія | Кейсі Деллаква     | 34       | 7     |
| Чехія             | Луціє Градецька   | КНР       | Чжен Цзє           | 37       | 8     |

- 1 Рейтинг подано станом на 24 лютого 2014.

#### Інші учасниці
Нижче наведено пари, які отримали вайлдкард на участь в основній сітці:
- Мартіна Хінгіс /  Сабіне Лісіцкі
- Медісон Кіз /  Алісон Ріск
- Світлана Кузнецова /  Саманта Стосур
- Андреа Петкович /  Слоун Стівенс

Нижче наведено пари, які отримали місце в основній сітці як заміни:
- Шерон Фічмен /  Меган Мултон-Леві
- Алісія Росольська /  Сільвія Солер-Еспіноса

#### Відмовились від участі
До початку турніру
- Надія Петрова (травма правої ноги)
- Ч Шуай (травма правого плеча)

## Переможці та фіналісти

### Чоловіки. Одиночний розряд
- Новак Джокович —  Роджер Федерер 3–6, 6–3, 7–6(7–3)

### Одиночний розряд. Жінки
- Флавія Пеннетта —  Агнешка Радванська, 6–2, 6–1

### Парний розряд. Чоловіки
- Боб Браян /  Майк Браян —  Александер Пея /  Бруно Соарес, 6–4, 6–3

### Парний розряд. Жінки
- Сє Шувей /  Пен Шуай —  Кара Блек /  Саня Мірза, 7–6(7–5), 6–2